# 九九式軽機関銃
九九式軽機関銃（きゅうきゅうしきけいきかんじゅう）は、1930年代後期に開発・採用された大日本帝国陸軍の軽機関銃。

## 概要

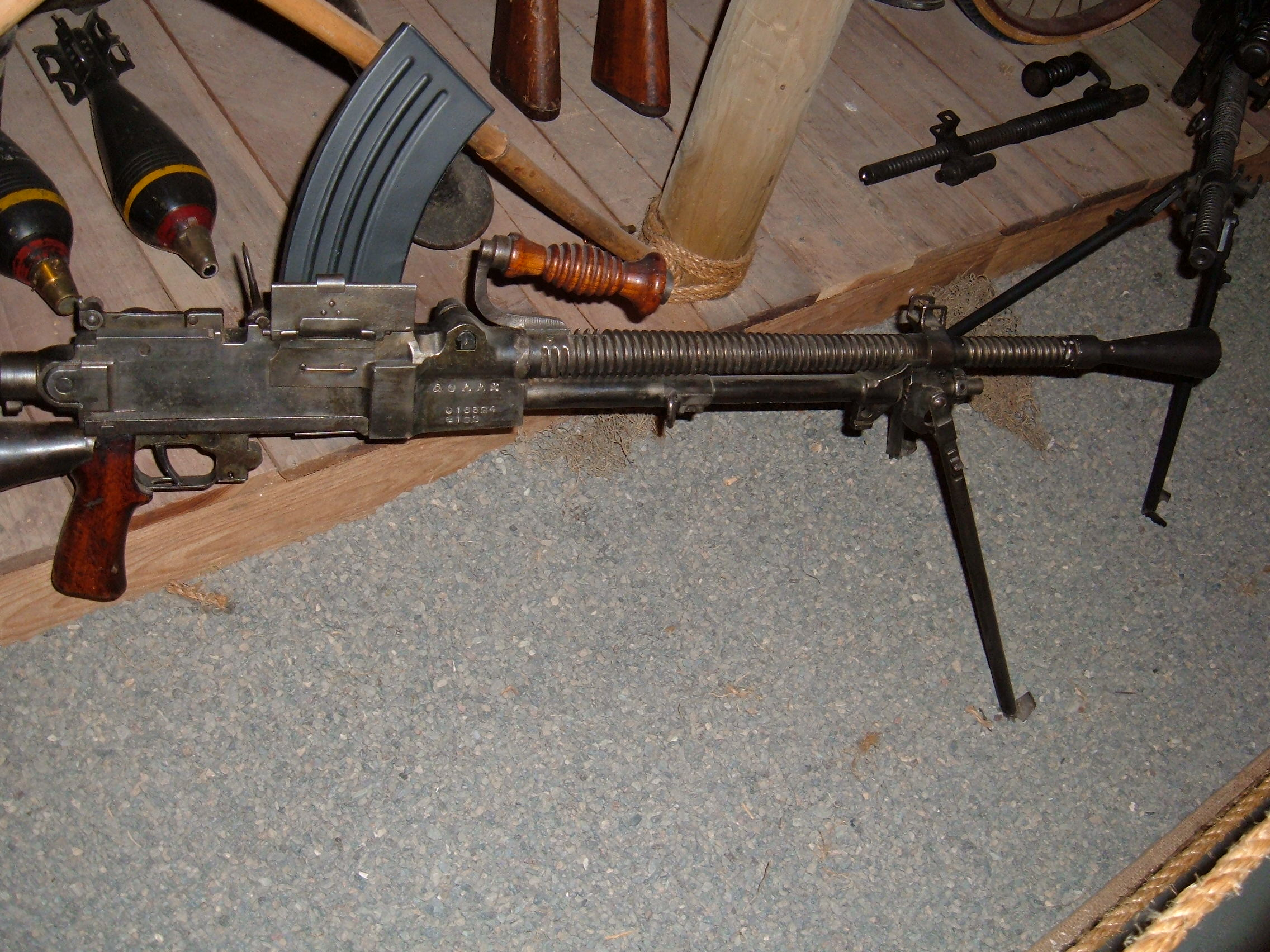
九九式軽機関銃。右奥には九六式とその銃身単体が展示されている。

本銃は九六式軽機関銃を基本設計に開発された新型軽機関銃であり、当時の世界の趨勢にあわせ口径を6.5mmから7.7mmに拡大したことが大きな改良点である。口径変更の改良が行われた新型軽機関銃を陸軍技術本部に提出し、昭和14年（1939年、皇紀2599年）に、皇紀下2桁を採って「九九式軽機関銃」として制式採用された。
外見は九六式軽機の開発時に参考にしたとされるチェコのZB26軽機やZB30軽機、ZB26軽機の使用実包を.303ブリティッシュ弾に変更してライセンス生産したイギリスのブレン軽機にやや近い。しかしながら、内部機構には多くの国産機関銃と同様にフランスのオチキス機関銃の影響が強く見られる。
基になった九六式軽機が傑作銃であったため、その構造を引き継いだ九九式軽機も優秀な軽機関銃であり、また工作精度も一段と向上し命中精度・信頼性ともに高く、第一線では好評であった。
九九式軽機に対しては九七式車載重機関銃と比較して減装薬を使用せねばならなかった点について、ZB26を直接7.7mm化した九七式車載重機関銃を母体とせず、6.5mmの九六式軽機関銃を7.7mmに拡大するという迂遠とも見える開発手法に原因があると見て、その開発方針には批判もある。とはいえ、もし九七式車載重機関銃を母体として開発することで九七式実包の使用が可能になっていたとすれば、史実のような高い命中精度や少ない故障頻度はおそらく実現できず、またこの場合は九九式小銃にも九七式実包が供給されることになっていたはずで、第一線部隊の火力戦能力はより低下したものとされる。
九六式軽機との主な相違点は次の通り。
- 銃口に消炎器を追加。着脱式のため、消炎器の代わりに銃口蓋を取り付けたり、銃口部に何も装着していないものもある。
- 弾薬塗油装置の復活。銃本体ではなく装弾器に付属。
- 銃床に高さ調節可能な一本足の折りたたみ式後脚が付いた。末期には後脚が省略されたものもある。
- 眼鏡の目盛が異なる。
- 7.7mm弾薬に対応するため各部の強度を増したことで1kgほど重量が増えた。
- 弾薬外形のテーパーが変わったため弾倉の湾曲角度が浅くなった。
- 銃身の交換は、スパナを使ってレシーバー先端左上側の六角ナットを緩めて、ナットと共に銃身固定用クサビを引き出して固定を解く方法に変更され、九六式軽機のラッチレバー（銃身止）方式に比べて迅速な銃身交換はできなくなった。この銃身固定用のナット・クサビは、修正環と称される座金と併用することで、頭部間隙（ヘッドスペース）の調整機能を持つ。修正環は銃身とレシーバーとの間に挿入して用い、異なる厚みのものが5種類用意されていた。この構造によって、使用者が現場で頭部間隙を個別調整することが可能となり、工場出荷時の微調整を簡略化できた。

本銃は九六式軽機と同様に銃身内にクロムメッキが施され、他国の軽機に比較し桁違いに高い耐久性を誇った。また九六式軽機関銃と同様に、三脚架での運用は考慮されていない。銃剣着剣装置については九六式軽機関銃#着剣装置を参照。
総生産数は合計約53,000挺と推定されているが、この生産数は日本軍の規模から考えると、6.5mm装備部隊が少なくなかったことを考慮に入れてもやや少ない数と思われる。必要定数は満たして余りあるが、損耗補充まで考えれば決して十分ではない。

## 主力装備の口径変更

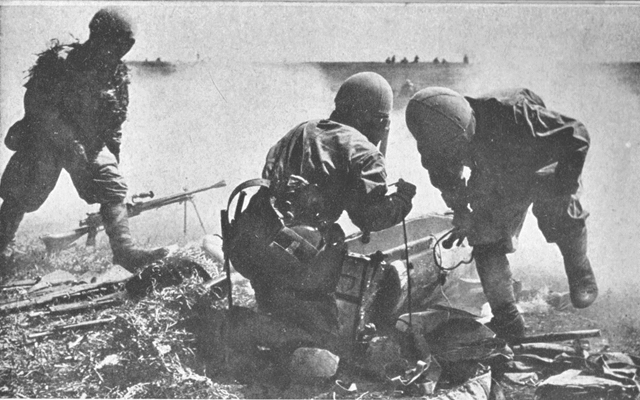
「空の神兵」と謳われた陸軍落下傘部隊（挺進部隊）で運用されている九九式軽機（左奥）。別途落下傘投下された「物料箱」から各種武器や装備を取る挺進兵

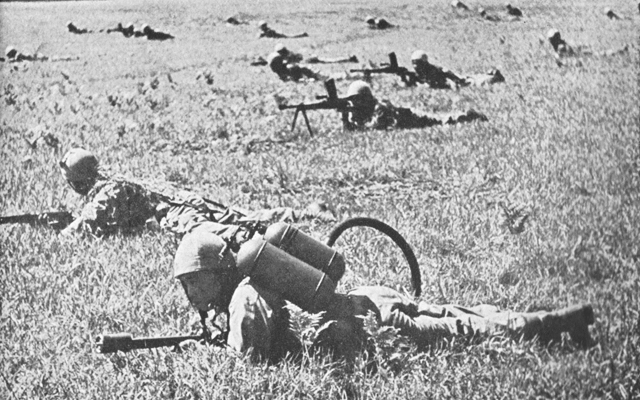
落下傘降下後に装備を整え展開した挺進兵。中央上部の2名は九九式軽機を、手前の1名は一〇〇式火焔発射機を保持している

三十年式歩兵銃が開発されて以来、帝国陸軍が使用する小火器の口径は6.5mmが主力であった。この三十年式実包（6.5mm×50SR セミリムド 円頭弾頭）と三八式実包（6.5mm×50SR セミリムド 尖頭弾頭）は対人には十分な性能であったが、当時の諸外国が採用していた7mm級に比べ車輌等の対物（アンチ・マテリアル）威力が劣る事が懸念されていた。そのため、主要火器の口径を6.5mmから7.7mmへ拡大化する計画がたてられ、主力重機関銃が三年式機関銃（6.5mm）から九二式重機関銃（7.7mm）へ改変された。この九二式重機用に開発された弾薬が九二式実包（7.7mm×58SR セミリムド）である。九二式実包の原型は、航空機関銃である八九式旋回機関銃用に開発された八九式実包（7.7mm×58SR セミリムド）であり、八九式実包は八九式固定機関銃でも採用されていた。
小資源国家である日本が、多種多様の口径の小火器を装備することは補給の点からも望ましいことではなく、他の小火器の口径も7.7mmで統一することとなり、軽機関銃も九六式軽機（6.5mm）から九九式軽機（7.7mm）に改変し、これに伴い小銃もまた並行して三八式歩兵銃（6.5mm）に代わる九九式小銃/九九式短小銃（7.7mm）が開発されたのである。
この経緯について小銃が先行していたかのように解説されることが多いが（事実、7.7mm小銃の試作着手は大正期にまで遡る）、永年の懸案ではあったがなかなか踏み切れずにいた全軍装備の7.7mm化に踏み出させる直接の契機となったのは、中国国民党軍との戦闘で十一年式軽機関銃と三八式歩兵銃（ともに6.5mm×50SR セミリムド）が、ZB26と漢陽88式小銃/中正式歩槍（ともに7.92mm×57 リムレス）に圧倒されたことであった。
この実包の統一化を進めるために、陸軍は数種類の規格と名称が混在していた7.7mm弾を整理し、従来のセミリムドの九二式実包（7.7mm×58SR）を航空隊専用弾とし、従来九七式実包（7.7mm×58 リムレス、九七式車載重機用に開発された実包）と呼ばれていたものを九二式実包（7.7mm×58 リムレス）と改名し、型式としての九七式実包を廃盤とし、陸上部隊用の7.7mm弾薬はこの新九二式実包（旧九七式実包）に統一されることとなったのである。この通達と各種改正措置は1940年（昭和15年）中に行われ、セミリムド実包（旧九二式実包）を使っていた九二式重機は改正処置を受けて、リムレス実包（新九二式実包）にも対応したものへと改められることともなった。
また、九九式実包（7.7mm×58 リムレス）も元来は軽機用として開発が進められたものである。重機用の強装薬大威力の7.7mm弾は反動が強く軽機で用いるには厳しく、威力を落として反動を軽減する処置が必要であったが、補給の観点から重機の弾薬と互換性を有することも必須条件であった。そのため、新型軽機の研究方針および設計主要条件にある通り、九二式実包と同一外形で、初速を730m/s程度とするリムレスの新実包（後の九九式実包）の使用を前提として開発が行われた（ただし、新実包が完成するまでは、新型軽機の試験は九二式普通実包および九七式普通実包を用いて行われた）。
軽機の弾薬は小銃の弾薬と共用であることが望ましいため、新型軽機に引きずられるかたちで新小銃の弾薬も九九式実包を使用することとなり、重機と軽機/小銃の間での完全な弾薬の統一は果たせなかった。しかし九九式短小銃にとっても九九式実包の採用は射撃時のハンドリング向上という面では有利に働いたものと見られる。
新九二式実包と九九式実包の薬莢は「外観寸法上は」完全に互換性があり、陸軍の7.7mm銃（セミリムド実包を用いる航空機関銃は除く）は、照尺距離が合わないという点を別にすれば、どちらの弾丸も利用することが出来た。
日本の国力では全兵器の口径変更を完了させるにはかなりの時間を必要とし、結局のところ太平洋戦争（大東亜戦争）終戦時になっても装備改編は終了しなかった。投入地域や部隊ごとに口径は統一されていたものの、戦線の拡大や増援のため次第に旧型装備部隊も大陸などから、新型装備部隊が多い南方戦線に回されることとなり、陸軍の中で6.5mmと7.7mmが混在して使用されたこと、しかもその7.7mmが航空機関銃用、重機用、軽機/小銃用でそれぞれ異なることなど、陸軍の補給体系は複雑で問題が多かった。また陸軍の7.7mm弾は、海軍の九七式（毘式）七粍七固定機銃や九二式（留式）七粍七旋回機銃、九二式（留式）七粍七機銃などの7.7mm弾（7.7mm×56R リムド）とも規格が異なるので、陸軍からの供与兵器を除いて陸海軍間で弾薬の融通ができなかった。これらの理由から、ただでさえ日本軍の弱点であった補給にいらぬ混乱を招く結果となってしまった。

## 後継軽機の試作
九九式軽機は分隊支援火器的な運用で極めて優秀な性能を発揮したが、生産性の向上や後の汎用機関銃的な運用を目的に、幾つかの後継軽機が試作された。装弾機構の改良が主な要目であったが、九九式軽機による九六式軽機との完全な置き換えが目下の最優先とされた事や、九二式重機の後継として同時期に開発された一式重機関銃共々、明確な運用方針が定められなかった事もあり、試製または少数の製造のみに終わった。

### 試製一式軽機関銃
1941年（昭和16年）頃に開発されたもので、研究機関の違いにより以下の3つの型式が並立する。後の三式軽機の先行試作型としての意味合いが強いもので、量産はされなかった。

#### 1型
南部麒次郎率いる南部銃製作所にて研究されていたもの。実質的には九九式軽機の小改良版で、空挺部隊向けに簡素化された分解機構の実装や、発射速度の高速化などが行われた。

#### 2型
東京瓦斯電気工業で研究されていたもの。元々は九二式普通実包と九九式普通実包の混用を可能とする為に開発されていたもので、装弾機構は九二式重機と同じ保弾板が用いられていた。甲と乙があり、乙のみ後脚を装備。銃床の取り付け位置が九九式軽機の握把根本付近から機関部後端に変更された事により、より連射の衝撃を受け止めやすい直銃床へと進化した。

#### 3型
2型をベースに名古屋陸軍造兵廠にて研究されていたもの。実質的に九九式軽機の戦時省力型とも呼べる物で、装弾機構は製造が容易なZB26軽機型の長方形箱弾倉を採用していたが、制式採用には至らなかった。銃床は2型と同じ直銃床型となっていた。

### 試製三式軽機関銃
1943年（昭和18年）頃に開発。九九式軽機の戦訓や試製一式軽機で得られた知見を集約した改良型で、帝国陸軍が開発した最後の軽機。実質的には九二式/一式重機をも置き換えうる、「日本初の汎用機関銃」とも呼べる物であった。装弾機構は九二式重機と同じ保弾板を採用し、九二式普通実包を用いる事も出来た。銃床は試製一式軽機3型の直銃床を更に細身にしたものを採用している。九九式軽機や試製一式軽機との機能上の差異は、後脚が銃床から握把先端へと移設された事で、これにより握把は従来のピストル型から細長い棒状のものへ変更されている。
九九式軽機の生産が優先された事や、用途が先行の一式重機と重複する事などから、ごく少数の製造に留まった。

## 登場作品

### 映画
『硫黄島からの手紙』『父親たちの星条旗』
日本軍が硫黄島に上陸してきたアメリカ海兵隊に対して使用する。九二式重機関銃と同様に洞窟陣地やトーチカ、高台から射撃している。
『九九式軽機関銃』
東宝が制作した陸軍兵向けの教材映画。戦後にアニメ・特撮制作会社ピー・プロダクションを設立する鷺巣富雄が制作に携わった。
『ハクソー・リッジ』

### ゲーム
『Paperman』
『Rising Storm』
日本軍の武器として「type99LMG」の名称で登場する。レベルに応じて銃剣や二脚が装備できるようになり、銃剣突撃及び日本軍固有戦術としての万歳突撃が可能となる。
『コール オブ デューティ ワールド・アット・ウォー』
日本軍の機関銃として登場する。銃剣や二脚を装着可能。
『抗日-血戦上海灘』
『バトルフィールド1942』
日本軍の軽機関銃として登場する。
『メダル・オブ・オナー ライジングサン』

### 漫画
『インパールの雪』
四次元世界シリーズ（松本零士）の一編。雨中のインパールで英軍と対峙する主人公らが装備。
『こちら葛飾区亀有公園前派出所』
ボルボ式射撃特訓の巻に登場。
『総員玉砕せよ!』
「小指」で消炎器および銃剣付きのものが登場。